# ناتاشا جوبيرت
ناتاشا جوبيرت (بالإنجليزية: Natasha Joubert)‏ هي عارضة أزياء وملكة جمال جنوب أفريقية ولدت في يوم 23 يوليو 1997 في بريتوريا، درست التجارة في الكلية الاقتصادية. هي ملكة جمال كون جنوب أفريقيا لسنة 2020 وستمثل جنوب أفريقيا في مسابقة ملكة جمال الكون 2020.